# 林肯在中陰
《林肯在中陰》（英語：Lincoln in the Bardo）是美國作家喬治·桑德斯於2017年出版的生涯首部長篇小說。於上市後便登上《紐約時報》暢銷書榜。
西元一八六二年，南北戰爭未滿一年，美國第十六任總統亞伯拉罕·林肯的十一歲兒子威廉·林肯因病過世。當威廉成為墓園的新住客，引來三位熱心的鬼魂關切，分別是漢斯‧沃門、羅傑‧貝文斯三世以及艾維力‧湯姆斯牧師，正當他們苦口婆心勸告威廉切勿逗留墓園之際，突然一位身形瘦長的高帽紳士來訪，原來林肯趁深夜獨自來悼念他深愛的孩兒。故事發生在一個處於生與死之間的過渡之境，也就是所謂的中陰。
《林肯在中陰》出版後在國際上獲得一片好評，並獲得2017年曼布克獎，是繼保羅·貝蒂的《背叛者》（The Sellout）後第二本獲獎的美國小說。同年獲選為《紐約時報》、《時代雜誌》、《今日美國》、《華盛頓郵報》、《衛報》、《獨立報》等媒體雜誌的年度選書。
《紐約時報》與Graham Sack 合作為本書製作了一部360度VR，重回墓園一夜。。導演Graham Sack說：「它是個相當打動人心的靈異故事，以一位活生生的總統與他過世的孩子來描繪生者與亡者之間的情感聯繫。因此，我覺得靈魂在視覺表現有許多發揮的空間，這也是最吸引我去創作的一點。」
英文版於2017年2月14日由蘭登書屋出版。有聲書榮獲2018年的美國有聲書獎。

## 背景
這本小說大多發生在中陰（Bardo）中，在藏傳佛教中意指死亡和轉世之間的中間狀態。桑德斯構思徘徊中陰的鬼魂，則是因持續承受與他們生前相同卻更巨大無數倍的執迷與恐懼，而遭遇永恆滯留於縫隙間的陷阱。他們並不知道自己已死，將所在的空間稱為「病院」，他們的棺木則被其稱為「養病箱」。
桑德斯談到選擇以「中陰」作為故事舞臺，「是為了讓讀者對於死亡不要有先入為主的看法。無論死亡是什麼，我們並不清楚它實際的樣子，因此在一本跟死後世界有關的書中，盡可能去動搖現有信仰反而是好事。」

## 評價
- 「讓你覺得生平初識小說為何物。」──卡勒德·胡賽尼[12]
- 「寬容與人性熠熠生輝。讀者可以從桑德斯刻劃的傑作中覺察自己個性的部分苦痛與勇氣。」──科森·懷海德（Colson Whitehead）[13]
- 「我自認相當熟悉林肯，這本小說卻讓我重新認識林肯。這是一本非常迷人的書，當你讀完一定會迫不急待想和朋友討論。」──比爾·蓋茲（2018夏季選書）[14]

## 獎項
- 2017年英國曼布克獎

英國曼布克獎評審團主席Baroness Lola Young評價：
「把玩歷史與虛幻，以極具原創性的形式、機智而詼諧的敘事，深刻觸動人心。」